# نقطة أولية

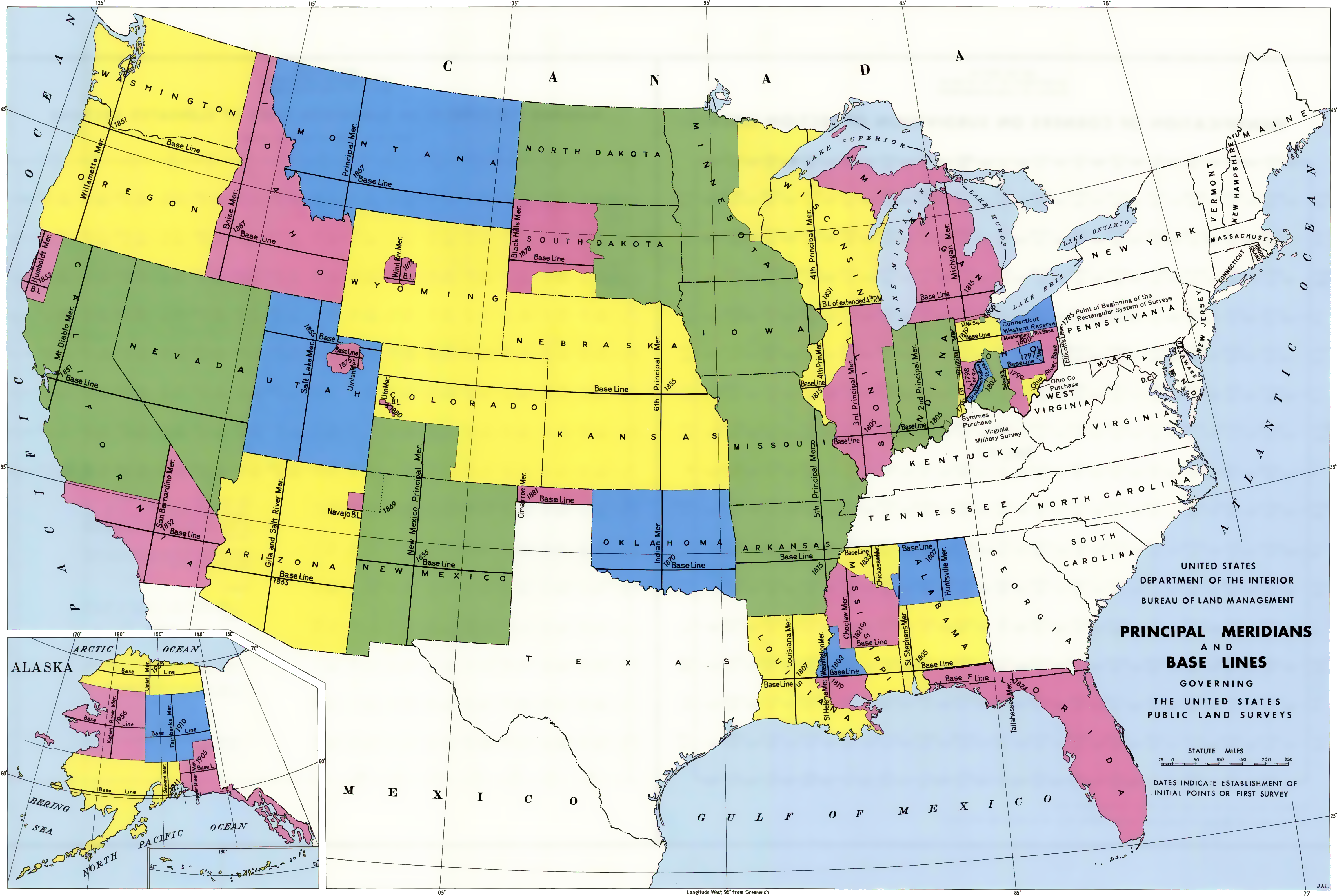
خريطة مكتب الولايات المتحدة لإدارة الأراضي توضح جميع خطوط الطول الرئيسية وخطوط الأساس في نظام مسح الأراضي العامة الأمريكي

في المسح، النقطة الأولية هي مسند (نقطة محددة على سطح الأرض) تمثل نقطة البداية للمسح المساحي . تؤسس النقطة الأولية نظام إحداثيات جغرافية محلية للمسوحات التي تشير إلى تلك النقطة.
يتم تعريف النقطة الأولية من خلال تقاطع خط الطول الرئيسي وخط الأساس.
عادة ما يتم إنشاء خط الطول الرئيسي وخط الأساس بناءً على نقطة أولية محددة مسبقًا، وغالبًا ما تكون بعض السمات الجغرافية المميزة. على سبيل المثال، كانت أول نقطة أولية مثبتة في كاليفورنيا هي خط جبل ديابلو. تم اختياره لأن قمة جبل ديابلو يمكن رؤيتها لأميال عديدة ويمكن الرجوع إليها للمسوحات.